# Woincourt
Woincourt é uma comuna francesa na região administrativa de Altos da França, no departamento de Somme. Estende-se por uma área de 4,18 km². Em 2010 a comuna tinha 1 269 habitantes (densidade: 303,6 hab./km²).